# Нижняя База
Нижняя База́ (хак. Индеркi паза) — село на равнинной части Аскизского района Хакасии. Расположено на реке База. Расстояние до райцентра — села Аскиз — 15 км, до ближайшей ж.-д. станции Аскиз — 10 км. Число хозяйств — 115, население — 139 чел. (01.01.2004), в основном, хакасы.

## Население
| 2002 | 2010 |
| ---- | ---- |
| 326  | ↘300 |